# Characidium kalunga
Characidium kalunga — вид харациноподібних риб родини Crenuchidae. Описаний у 2021 році.

## Поширення
Ендемік Бразилії. Поширений у басейні річки Токантісінью, притоці Токантінса. Виявлений у національному парку Шапада-дус-Веадейрус у штаті Гояс.

## Назва
Вид названо на честь етнічної групи калунга — афро-бразильців, чиї предки втекли від рабства та поселилися у джунглях. Їхня громада розташована неподалік Шапада-дус-Веадейрус і калунги допомагають охороняти місцеву природу.

## Спосіб життя
Characidium kalunga — донні мешканці, відомі з місцевостей на висоті близько 1200 метрів. Населяє річки з швидкою течією, холодною і мутною водою з кам'янистим дном, характеризується наявністю багатьох порогів, каньйонів і відносно великих водоспадів, що чергуються з басейнами з піщаним дном. Ці річки часто зазнають впливу раптового збільшення водного потоку, викликаного атмосферним стоком у вододілі.